# بوب همفريز (رامي القرص)
بوب همفريز (بالإنجليزية: Bob Humphreys)‏ هو رامي القرص أمريكي، ولد في 30 مارس 1936.

## روابط خارجية
- بوب همفريز على موقع الاتحاد الدولي لألعاب القوى (الإنجليزية)